# هنري إي. إيكلس
هنري إي. إيكلس (بالإنجليزية: Henry E. Eccles)‏ هو ضابط أمريكي، ولد في 31 ديسمبر 1898 في Bayside, Queens ‏ في الولايات المتحدة، وتوفي في 14 مايو 1986 في نيدهام في الولايات المتحدة.